# Катанур
 Катанур  — деревня в Яранском районе Кировской области в составе Знаменского сельского поселения.

## География
Расположена у южной окраины города Яранск.

## История
Известна с 1686 года как деревня Катанурская с 6 дворами, в 1748 году 65 душ мужского пола, в 1873 году (Катановская или Дербенева) 23 и 230, в 1905 (Катанур или Дербеневка) 41 и 280, в 1926 52 и 271, в 1950 (Катанур) 44 и 158, в 1989 76 жителей.

## Население
Постоянное население составляло 55 человек (русские 89%) в 2002 году, 19 в 2010.